# Hommage
Eine Hommage ([ɔˈmaːʃ], anhörenⓘ, auch: [ɔˈmaːʒ]; von französisch homme, lateinisch homo, „Mensch“, über mittellateinisch homagium, „Huldigung“ des Vasallen, „homo“, gegenüber dem Lehnsherrn, „dominus“) ist ein öffentlicher Ehrenerweis, meist auf eine berühmte Persönlichkeit, der man sich verpflichtet fühlt. Oft stehen die Urheber einer Hommage selbst in der Öffentlichkeit.

## Ausprägungen der Hommage
Als Hommage werden vor allem alle Verweise gesehen, die im Rahmen eines künstlerischen Werks gegeben werden und jemanden hervorheben, dem der Künstler besondere Anregungen für sein Werk verdankt. Oft sind Kunstwerke als Ganzes explizit als Hommage entworfen. Von einigen Kritikern wird beispielsweise Woody Allens Film Manhattan als eine Hommage für New York gesehen, das Album Abbey Road wird als Hommage an das Tonstudio der Beatles betrachtet.
Einige Filme oder musikalische Kompositionen tragen den Ausdruck „Hommage“ im Titel als „Hommage an/für …“, die französische Formulierung „Hommage à …“ ist in diesem Zusammenhang ebenfalls geläufig. Auch Veranstaltungen können als Hommage für eine berühmte Person oder eine Sache angelegt sein, oft zu einem besonderen Datum, Gedenktag oder Jubiläum.

## Lehnswesen
Siehe auch Huldigung
Im Lehnswesen des Mittelalters verstand man unter Hommage oder Mannschaft eine feierliche Zeremonie, bei der Feudalpächter oder Vasallen ihre Lehnstreue gegenüber dem Lehnsherren bekundeten. Es handelte sich dabei um eine symbolische Bestätigung des Vasallenvertrages, der zwischen zwei freien Männern geschlossen worden war. Dabei versicherte der Vasall dem Lehnsherren, dessen „Mann“ (französisch homme) zu sein. Dabei kniete der Vasall und reichte seinem Herrn seine gefalteten Hände, der sie in die seinen nahm („Handgang“). Anschließend folgte oft ein Kuss zwischen beiden.
Solche Verträge wurden auch zwischen Rittern und Lehnsherren geschlossen. Die öffentliche Bekundung unter Zeugen war ebenso bindend wie ein schriftlicher Vertrag. Die Zeremonie wurde später häufig durch die Kirche geleitet und dabei dokumentiert. Bei eventuell auftretenden  Rechtsstreitigkeiten konnte die Kirche als zuverlässiger Zeuge auftreten, da sie allgemein als vertrauenswürdig angesehen wurde.